# Список умерших в 591 году

## Дата смерти неизвестна или требует уточнения
- Гарибальд I, герцог (или король) Баварии (с 548).
- Зотто, лангобардский военачальник в Южной Италии, считается основателем Беневентского герцогства и первым герцогом Беневенто (571—591).
- Маровей, епископ Пуатье.
- Мимульф, лангобардский правитель герцогства Сан-Джулио.
- Фароальд I, лангобардский военачальник, действовавший в Центральной Италии; считается основателем Сполетского герцогства и первым герцогом Сполето (570—592).
- Янь Чжитуй, китайский ученый, педагог, писатель, каллиграф времен империй Лян, Северная Ци, Северная Чжоу и Суй.